# Третя Річ Посполита
Третя Річ Посполита, III Річ Посполита, Третя Польська Республіка (пол. III Rzeczpospolita, III РП)  — використовується в Конституції Республіки Польща (1997) для опису польської держави після фундаментальних політичних змін, що відбулися з 1989 року. Основна конституційна назва держави — Республіка Польща.
Значення цього терміну полягає в розриві з системою Польської Народної Республіки (так званої народної демократії) і прямому зверненні до традицій Першої та Другої Республік. Символом Третьої Республіки є м.ін. коронований орел, відновлений на гербі Польщі часів Народної Польщі, за зразком довоєнного.
Зазвичай передбачається, що голосування так званий Договірний Сейм про відновлення назви Польської держави Республіка Польща та герба у вигляді орла в короні, який діяв з 29 грудня 1989 р., символічно ознаменував початок III. Республіка Польща. За іншими думками, початком Третьої республіки вважаються інші події: вибори 4 червня 1989, призначення уряду Тадеуша Мазовецького 12 вересня 1989, передача Леху президентських знаків. Валенса 22 грудня 1990 р. Президентом Республіки Польща в екзилі Ришардом Качоровським, або на початку першого терміну Сейму 25 листопада 1991 р., обраний на перших повністю вільних виборах після війни.
Конституція Республіки Польща від квітня 1997 року включила до своєї преамбули назву Третя Республіка. У квітні 1998 року Сенат прийняв постанову про правову спадкоємність між ІІ і ІІІ Річ Посполита.

## Політична історія

### Виникнення Третьої Польської Республіки
Постійне погіршення економічного становища Польщі в поєднанні з відсутністю перспектив реального покращення призвело до поглиблення кризи. Загнаний у кут уряд був змушений підняти ціни на 40 відсотків після невдалої спроби зміцнити свої позиції за допомогою референдуму 1987 року. Це викликало миттєві протести, які швидко охопили всю країну. 25 квітня 1988 року в Бидгощі спалахнули протести, які швидко охопили Гданськ і Нову Гуту, а також багато інших міст. Хвиля страйків дала нове дихання «Солідарності», яка після заборони (8 жовтня 1982 р.) була в глухому куті, тепер її лідери були в авангарді протестів. Цього не змінило жорстоке придушення страйку в Новій Гуті, а також короткочасний арешт лідерів «Солідарності». Страйки тривали до кінця травня і змусили владу почати переговори. Можливість політичних змін також відкрила зміна політики Радянського Союзу на чолі з Михайлом Горбачовим, який, обтяжений глибокою економічною кризою, не міг більше нести витрати на збереження своєї сфери впливу. Кремль прагнув змінити правила економічного обміну, насамперед постачання нафти і природного газу до країн Східного блоку, і був готовий піти на далекосяжні поступки щодо внутрішньої політики цих країн, сподіваючись, однак, що ці країни не розірвали б повністю політичні, економічні та військові контакти з СРСР. Це знайшло відбиття у липневому візиті Горбачова до Польщі, а також ініційованих Москвою прямих переговорах з представниками опозиції.
Влада контактувала з опозицією через представників церкви; проте її пропозиція про міноритарну частку влади, без легалізації «Солідарності», не була прийнята. Наступна хвиля страйків у серпні ще більше послабила позиції уряду та змусила владу провести прямі переговори з опозицією, вступом до яких стала зустріч міністра внутрішніх справ Чеслава Кіщака з Лехом Валенсою 31 серпня. У жовтні уряд Збігнєва Месснера, який перебував при владі з 1985 року, пішов у відставку, і його замінив кабінет під головуванням Мечислава Раковського. На рубежі грудня-січня 1989 р. новий уряд запровадив низку реформ з лібералізації економіки, а також домовився з «Солідарністю», погодившись на її легалізацію, що стало передумовою для початку переговорів за круглим столом.
З 6 лютого по 5 квітня 1989 року тривали круглі столи, під час яких опозиція та влада визначили найважливіші основи майбутнього ладу та методику здійснення системної трансформації. Серед іншого було домовлено проведення не зовсім демократичних виборів (65% гарантовано для кандидатів від урядової коаліції) до Сейму за національним списком (35 депутатів), відновлення демократично обраного Сенату та відновлення посади президента, що обирається Національними зборами, наділеного широкими повноваженнями. Ці зміни ухвалили 7 квітня, а 17 квітня «Солідарність» легалізували.

### 1990–1997: Продовження системної трансформації
У 1990 році Громадянська міліція та Служба безпеки припинили свою діяльність, їх замінили відповідно Поліція та Управління державної охорони (колишні офіцери могли розпочати працювати в нових службах за умови проходження процедури перевірки). Того ж року в Польщі було відновлено місцеве самоврядування (на рівні гмін) — перші вибори до місцевих органів влади відбулися 27 травня 1990 року.
Перші повністю рівні, вільні, загальні таємні президентські вибори в Польщі відбулися в листопаді 1990 року. До цього часу президентів Польщі обирали Національні збори. 1990 року не було остаточного рішення щодо того, чи буде майбутня система Польщі базуватися на парламентсько-кабінетній системі чи на президентській системі.
Виборча кампанія була бурхливою, нещодавні друзі з «Солідарності» на виборах ставилися один до одного досить вороже. Крім того, існувало соціальне невдоволення наслідками змін, що відбулися в економіці. 1990 року набув чинності план Бальцеровича, згідно з яким було вжито низку антиінфляційних заходів і розпочато процес зміни структури власності в економіці. План Бальцеровича був спрямований головним чином на ліквідацію гіперінфляції та ринкову економіку за зразком західних країн.

#### Гіперінфляція
Головною проблемою була гіперінфляція: «Інфляція була як пожежа, що поширювалася, яку потрібно було загасити або принаймні придушити, щоб мати змогу змінити економічну систему», — коментував Л. Бальцерович. Тому ситуація була серйозною, на широку думку експертів МВФ і Світового банку, масштаби гіперінфляції не можна було обмежити методом поступового зниження темпів зростання, як в Угорщині, оскільки масштаби інфляції у Польщі була занадто високою - в Угорщині ми спостерігали щорічне зростання цін на кілька десятків відсотків, а в Польщі ми отримали цей результат протягом місяця. Для цього з 1 січня 1990 р. уряд запровадив прогресивне оподаткування надмірного підвищення заробітної плати на державних підприємствах. Процентну ставку за кредитом було підвищено до рівня очікуваної інфляції, а субсидії Національного банку Польщі зменшено. Перш за все було встановлено фіксований курс злотого, який відповідав 9,5 тис. злотих. злотий. за долар. Було зменшено непотрібну зайнятість на державних підприємствах, а також зменшено субсидії на вугілля та паливо.

#### Економічна реформа
Після контролю над інфляцією уряд Тадеуша Мазовецького здійснив ряд заходів для перетворення економіки на ринкову. Держава все ще контролювала дуже великий сектор економіки та володіла значною частиною заводів. З цією метою розпочалася приватизація державних підприємств, ліквідація центральної системи управління, реформована податкова система, організований ринок цінних паперів – влада держави обмежувалася за рахунок окремих суб’єктів чи органів місцевого самоврядування. Найбільше спад торкнувся промисловості та транспорту, не було його в сільському господарстві та будівельно-монтажних послугах. Є відділи, які за два роки показали потужний розвиток: торгівля, зв’язок і сфера послуг. Крім того, спад стався лише в державному секторі, приватний сектор зафіксував сильне зростання. Отже, слід зробити висновок, що перерослі відділи скорочувалися і розвивалися занедбаними, що було природним наслідком переходу від економіки дефіциту до ринкової.

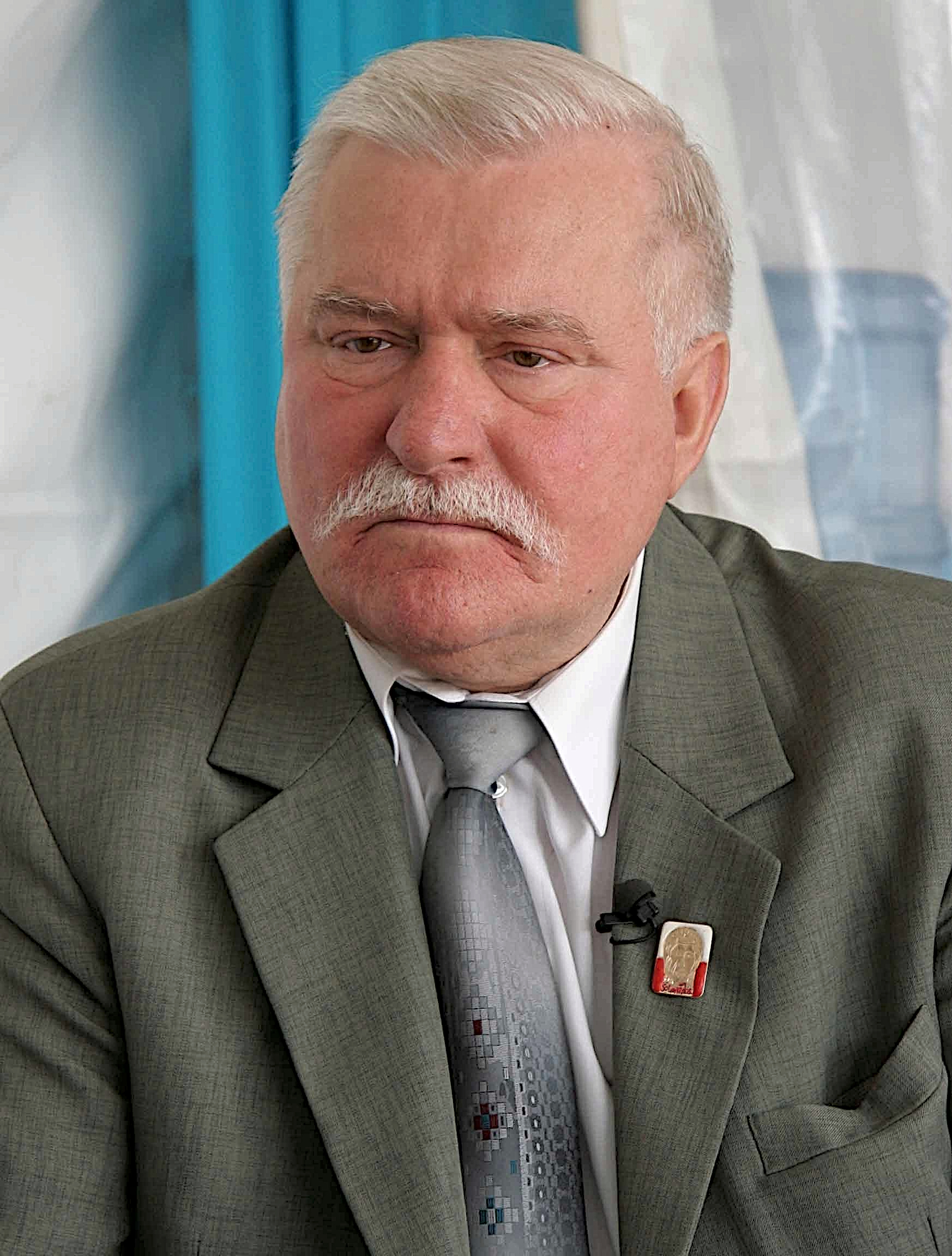
Лех Валенса президент Польщі в 1990–1995 роках

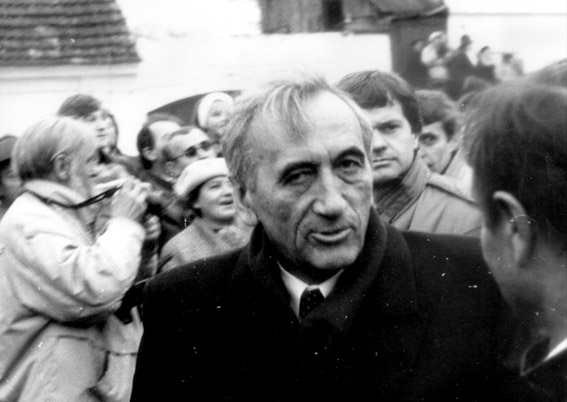
Тадеуш Мазовецький перший прем’єр-міністр у 1989–1991 роках

Метою кампанії Леха Валенси була перемога над Тадеушем Мазовецьким, але ніхто, включно з його оточенням, не очікував такого сенсаційного результату, який був у першому турі виборів. Тадеуш Мазовецький зазнав поразки від невідомого кандидата – Станіслава Тимінського, який спрямовував свою кампанію насамперед на виборців, розчарованих наслідками змін після 1989 року, і, як і Лех Валенса, давав виборцям багато сумнівних обіцянок.
У першому турі вони отримали:
|  | Виборча комісія      | Партійність                                                                                       | Перший тур голосування | % голосів у першому турі |
|  | -------------------- | ------------------------------------------------------------------------------------------------- | ---------------------- | ------------------------ |
|  | Лех Валенса          | безпартійний (НСЗЗ «Солідарність»)                                                                | 6 569 889              | 39,96%                   |
|  | Станіслав Тимінський | Лібертаріанська партія Канади (позапартійний у Польщі)                                            | 3,797,605              | 23,10%                   |
|  | Тадеуш Мазовецький   | Безпартійний (кандидат від Громадянського Руху, Демократичної дії та Форуму демократичного права) | 2 973 364              | 18,08%                   |
|  | Влодзімеж Цімошевич  | Безпартійний (кандидат від Соціал-демократії Республіки Польща)                                   | 1 514 025              | 9,21%                    |
|  | Роман Бартоще        | PSL                                                                                               | 1 176 175              | 7,15%                    |
|  | Лешек Мочульський    | КПН                                                                                               | 411 516                | 2,50%                    |

Явка в першому турі склала 60%. Сума голосів, поданих за Тадеуша Мазовецького, Влодзімєжа Цімошевича, Романа Бартоще та Станіслава Тимінського, склала 36,94% дійсних голосів. У другому турі з меншою явкою (близько 53,39%) перемогу приніс Лех Валенса, який набрав понад 74,25% дійсних голосів.
Після того, як Лех Валенса склав присягу Президента Республіки Польща, Ришард Качоровський, останній президент у вигнанні, офіційно передав йому знаки влади Президента Другої Польської Республіки, які для багатьох людей були символом безперервність Республіки Польща та кінець періоду відсутності демократичного ладу в Польщі. Серед них були напр. марки, прапор, а також державні документи та оригінал Конституції 1935 року.
Вибори 1990 р. означали для Польщі також розворот міжнародних альянсів, а у внутрішній політиці: продовження економічної політики, започаткованої Лешеком Бальцеровичем, початок кар’єри багатьох політиків, у т.ч. брати Лех і Ярослав Качинські, Мечислав Вачовський і Пьотр Колодзейчик.
Вони також визначили поділ «Солідарності» на дві основні течії: ліберальну та національно -католицьку, і стали поворотним моментом для посткомуністичної лівої. У січні 1990 року Польська об’єднана робітнича партія була розпущена, а Соціал-демократія Республіки Польща, сформована деякими її членами, почала систематично завойовувати суспільну довіру.

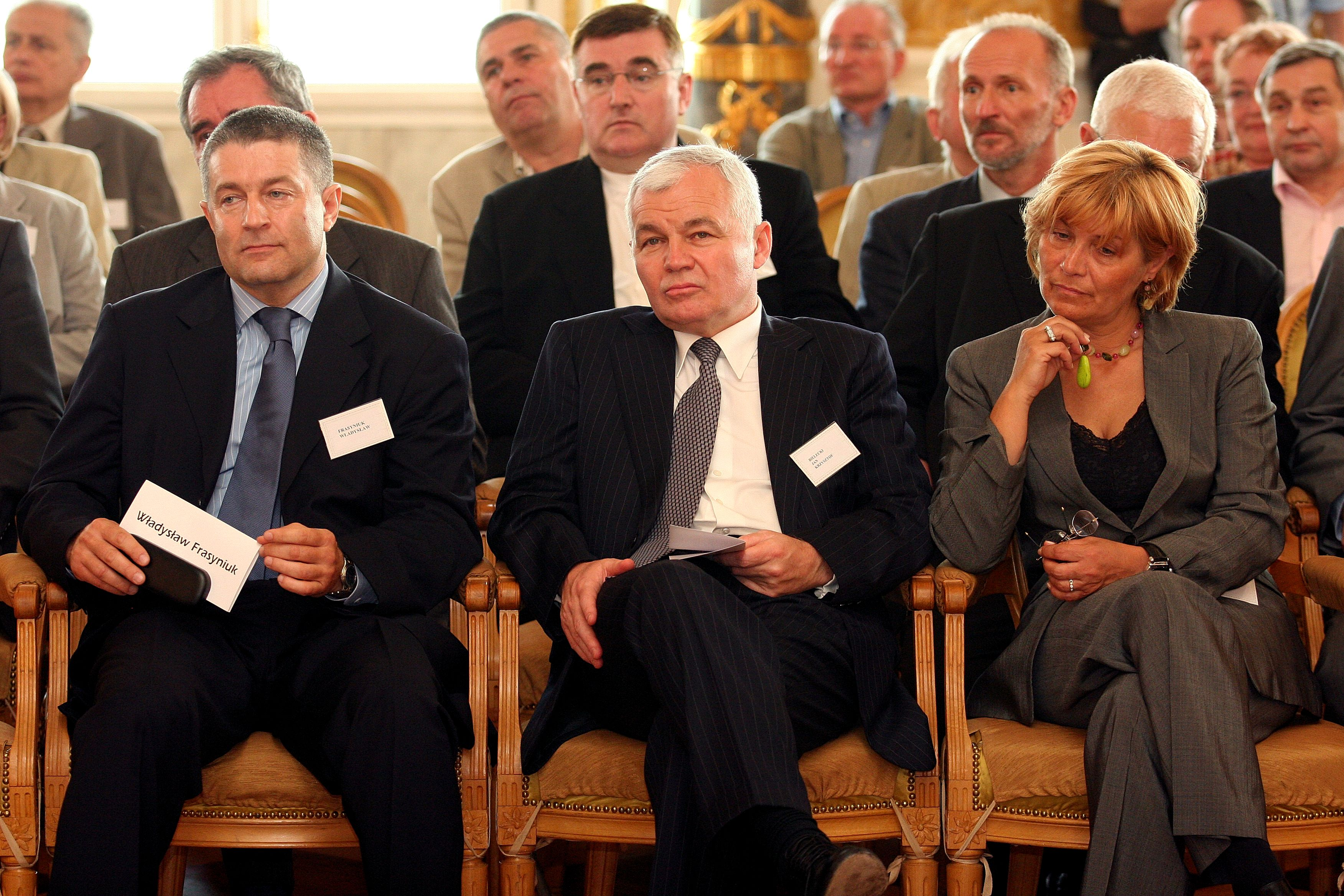
Ян Кшиштоф Бєлецький прем'єр-міністр у 1991 році

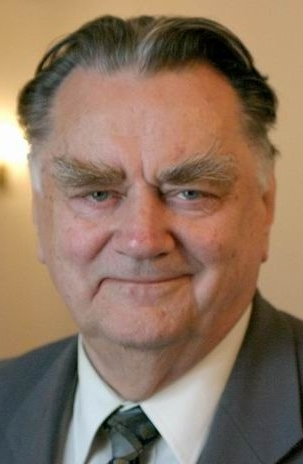
Ян Ольшевський Голова Ради міністрів у 1991–1992 рр

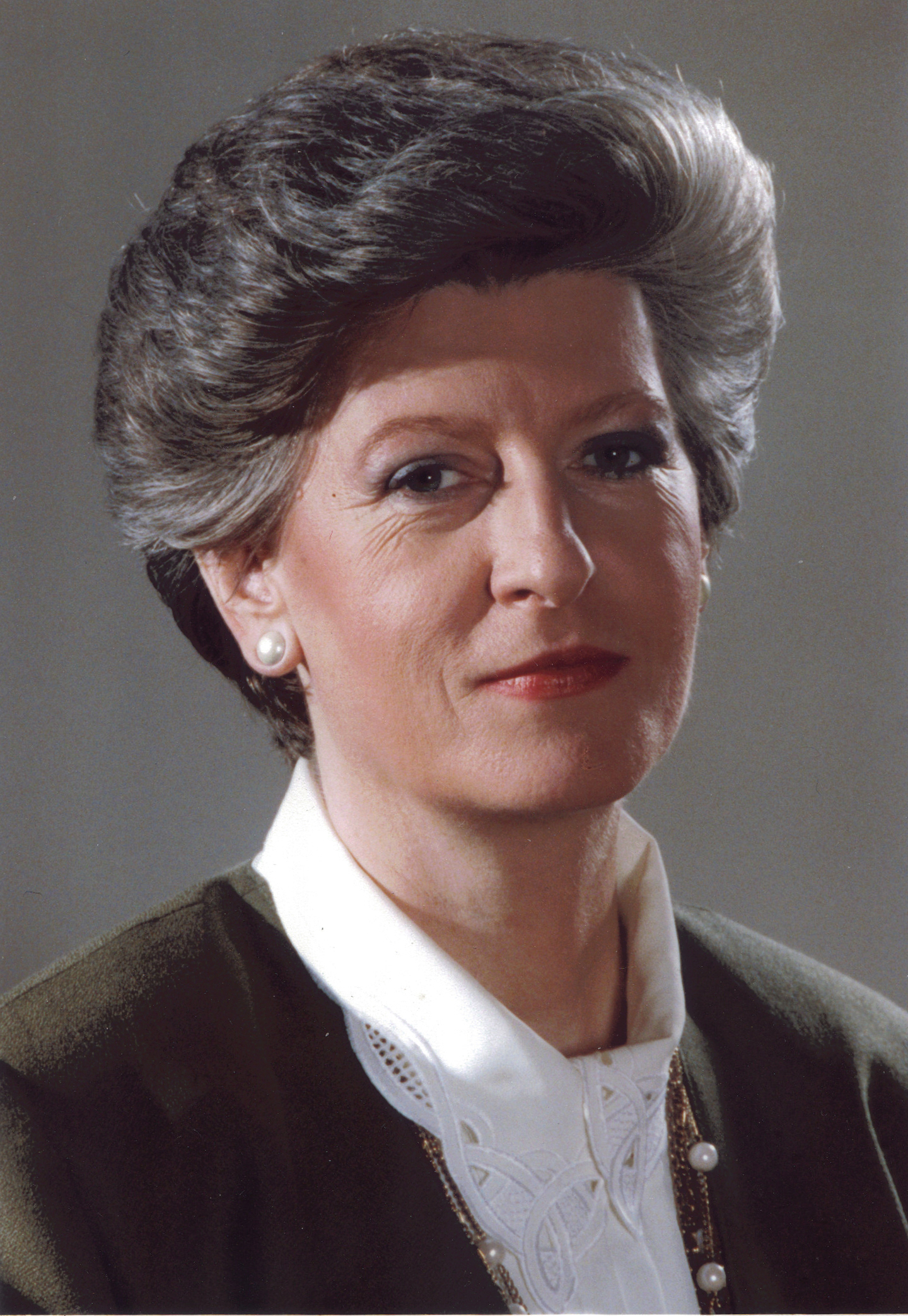
Ганна Сухоцька Прем’єр-міністр у 1992–1993 роках

Перші повністю демократичні та вільні парламентські вибори в Польщі після Другої світової війни відбулися 27 жовтня 1991 року. При явці виборців (43,2%) зі 111 партій, які брали участь у виборах, депутатські мандати отримали представники 29 з них. Результати останнього були такими:
| Виборча комісія                             | Участь у голосуваннях | Кількість отриманих депутатських мандатів | Кількість отриманих сенатських мандатів |
| ------------------------------------------- | --------------------- | ----------------------------------------- | --------------------------------------- |
| Демократичний союз                          | 12,31%                | 62                                        | 21                                      |
| Демократичний лівий альянс                  | 11,98%                | 60                                        | 4                                       |
| Виборча Католицька Акція                    | 8,73%                 | 49                                        | 9                                       |
| Польська Народна Партія – Програмний Альянс | 8,67%                 | 48                                        | 8                                       |
| Конфедерація незалежної Польщі              | 7,5%                  | 46                                        | 4                                       |
| Громадянська угода Центру                   | 8,71%                 | 44                                        | 9                                       |
| Ліберально-демократичний конгрес            | 7,48%                 | 37                                        | 6                                       |
| Народна Згода                               | 5,46%                 | 28                                        | 7                                       |
| НСЗЗ "Солідарність"                         | 5,05%                 | 27                                        | 11                                      |
| Вечірка друзів польського пива              | 3,27%                 | 16                                        | –                                       |
| християнська демократія                     | 2,36%                 | 5                                         | –                                       |
| Союз реальної політики                      | 2,26%                 | 3                                         | –                                       |
| « Трудова солідарність »                    | 2,06%                 | 4                                         | –                                       |
| Демократична партія                         | 1,42%                 | 1                                         | –                                       |
| німецька меншина                            | 1,18%                 | 7                                         | –                                       |

Такий великий розкид мандатів викликав проблеми з формуванням стабільної парламентської більшості та уряду. Після двох місяців консультацій було сформовано перший повністю вільний коаліційний уряд з Яном Ольшевським (PC) як прем’єр-міністра. Маршалком Сейму став Вєслав Хшановський (ZChN), а Маршалком Сенату – Август Хелковський (NSZZ «Солідарність»). Ці вибори завершили процес формування демократичної влади в Польщі. Водночас вони вказували на зростаючу силу груп, що походять з часів ПНР: SLD і PSL.
Після виборів 1991 року, 5 грудня 1991 року, президент Лех Валенса (після провалу місії щодо формування нового уряду кандидата в президенти Броніслава Геремека) призначив Яна Ольшевського головою Ради міністрів. Ольшевський, знеохочений нездатністю сформувати постійну коаліцію, подав у відставку, яка, однак, не була прийнята президентом. Нарешті після тривалих переговорів 23 грудня 1991 року було сформовано правий коаліційний уряд на чолі з Яном Ольшевським. Уряд Яна Ольшевського конфліктував із президентом. Рано чи пізно це мало призвести до падіння цього кабінету. Підставою для вотуму недовіри став т. в Список Мацеревича, тобто список людей, які співпрацювали з СБ. До списку увійшло 64 прізвища міністрів, чиновників і депутатів. У цій ситуації президент направив до Сейму подання про негайне відправлення уряду у відставку. Після бурхливих дебатів у ніч на 5 червня 1992 року в Сеймі було винесено вотум недовіри уряду прем'єр-міністра Ольшевського. Президент Лех Валенса призначив Вальдемара Павляка прем'єр-міністром, але він не зміг сформувати уряд і подав у відставку через 33 дні. У цій ситуації Ганна Сухоцька стала новим прем’єр-міністром у липні. Однак у 1993 році Сейм висловив вотум недовіри її уряду. У зв’язку з цими подіями Президент Республіки Польща Лех Валенса в силу своїх повноважень вирішив розпустити парламент і призначити дострокові вибори.
Політичні та системні зміни, що відбулися в Польщі після 1989 року, вимагали прийняття нової конституції. У 1989–1991 роках це не було реалізовано через те, що більшість груп, які виходили з «Солідарності», вважали, що за конституцію має голосувати повністю демократично обраний парламент, яким Контрактовий сейм точно не був. Лише Сейм 1991–1993 років створив Конституційний комітет і вжив заходів для вирішення цієї проблеми. Проте йому вдалося лише прийняти Малу Конституцію — Конституційний Акт від 17 жовтня 1992 р. про взаємовідносини між законодавчою та виконавчою владою Республіки Польща та про місцеве самоврядування. На її основі було скасовано положення Конституції ПНР 1952 р. щодо соціалістичного ладу та введено нові, що становлять основу політичної системи та ринкової економіки. У ньому зазначалося, що «органами державної влади у сфері законодавчої влади є Сейм і Сенат Республіки Польща, у сфері виконавчої влади – Президент Республіки Польща та Рада міністрів, у сфері судової влади влада – незалежні суди».
Попередній розпуск парламенту (1993) президентом Лехом Валенсою завадив завершенню роботи над новою конституцією та призвів до відкладення цього завдання на новий парламент.

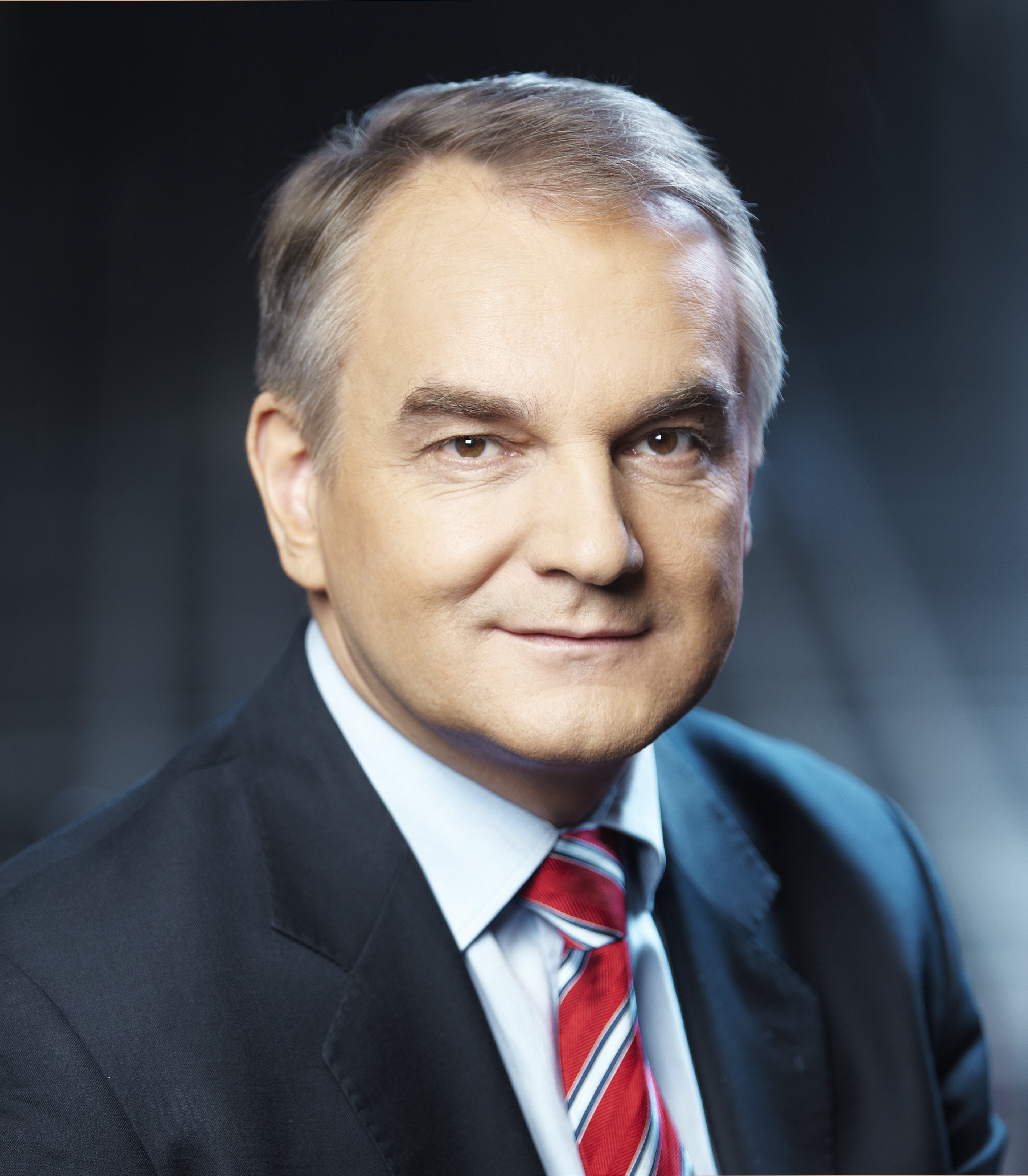
Вальдемар Павляк прем’єр-міністр у 1993–1995 роках

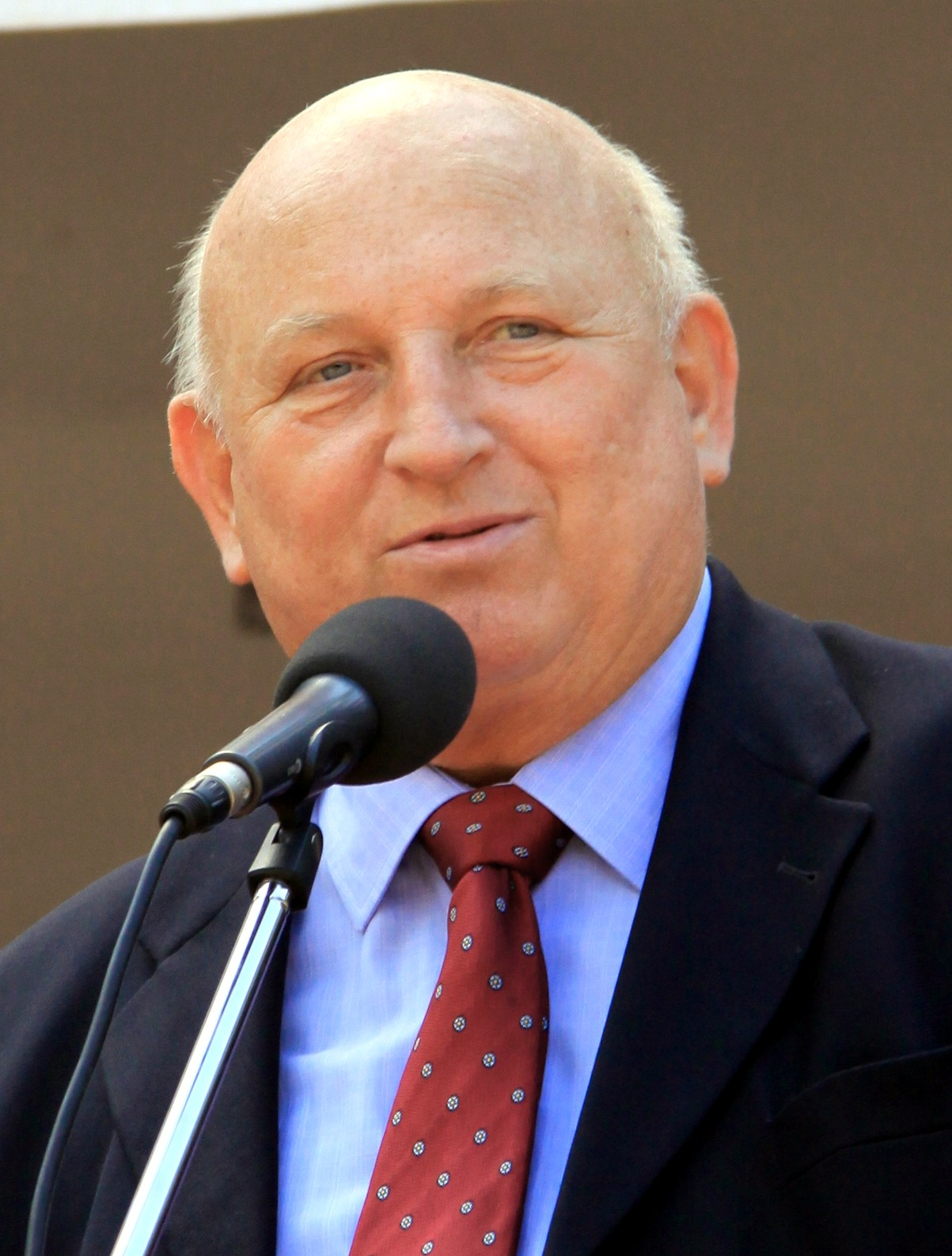
Юзеф Олекси прем'єр-міністр у 1995–1996 роках

Чергові парламентські вибори в Третій Республіці Польща відбулися 19 вересня 1993 року на основі нового закону, який встановлював виборчі бар’єри для політичних партій (5%) і коаліцій (8%). При явці 53% у парламенті були представники шести політичних груп і німецької меншини (виборчий бар'єр не застосовувався). Вони розташувалися по порядку: SLD з 20,41% голосів (171 депутат і 37 сенаторів), PSL з 15,40% голосів (132 депутати і 36 сенаторів), Демократична Унія (Унія Свободи) з 10,49% голосів (74 депутати) і 3 сенаторів), Унія Праці з 7,28% голосів (41 депутат), KPN з 5,77% голосів (22 депутати), Безпартійний блок підтримки реформ з 5,42% голосів (16 депутатів і 2 сенатори) і німецька меншина з 4 депутатами. Результати виборів були успішними для посткомуністичних груп, які уклали коаліційну угоду та призначили уряд із Вальдемаром Павляком (PSL) на посаді прем’єр-міністра. Цей уряд проіснував до лютого 1995 року і був замінений урядом Юзефа Олекси (SLD), а потім Влодзімєжа Цімошевича (SLD). Маршалком сейму був Юзеф Олекси (SLD), пізніше його змінив Юзеф Зих (PSL), а маршалком сенату — Адам Струзік (PSL).
На наступних президентських виборах переміг Олександр Кваснєвський (51,72% ).

### 1997–2004: Польща перед вступом до Європейського Союзу
2 квітня 1997 року Народні збори другого терміну прийняли Конституцію Республіки Польща, над якою працювали з 1989 року. У його світлі політична система Республіки Польща базується на розподілі та балансі законодавчої влади (Сейм і Сенат), виконавчої влади (Президент Республіки Польща і Рада міністрів) і судової влади (суди і трибунали). Основою економічної системи є ринкова економіка, заснована на свободі економічної діяльності та приватній власності. 25 травня 1997 року на конституційному референдумі поляки погодилися з набранням чинності конституцією — за це проголосувало 52,71% (явка 42,86%).
З 5 липня по 6 серпня 1997 року Центральна Європа постраждала від повені, також відомої як повінь тисячоліття, під час якої загинуло 56 осіб у південній та західній Польщі, а збитки оцінювали приблизно в 3,5 мільярда доларів США. Повінь, викликана хвилями сильних опадів, охопила басейни Одеру, а також верхів'я Вісли та Ельби. Попри драматичну ситуацію у водозбірному басейні верхів’їв річки Одер (Клодзко, Водзіслав-Шльонський, Рацібуж), спочатку масштаб наслідків паводкової хвилі в країні не очікувався. Затоплення Ополе та безпосередня загроза Вроцлаву змінили ситуацію. Уряд прем'єр-міністра Влодзімєжа Цімошевича, якого критикували за недостатні та несвоєчасні заходи протидії наслідкам повені, вивільнив бюджетний резерв для допомоги постраждалим від повені. Президент Олександр Кваснєвський оголосив одноденну національну жалобу в Польщі 18 липня 1997 року. 27 серпня 1997 року було прийнято Закон про застосування спеціальних податкових рішень у зв'язку з ліквідацією наслідків паводку, що стався в липні 1997 року.

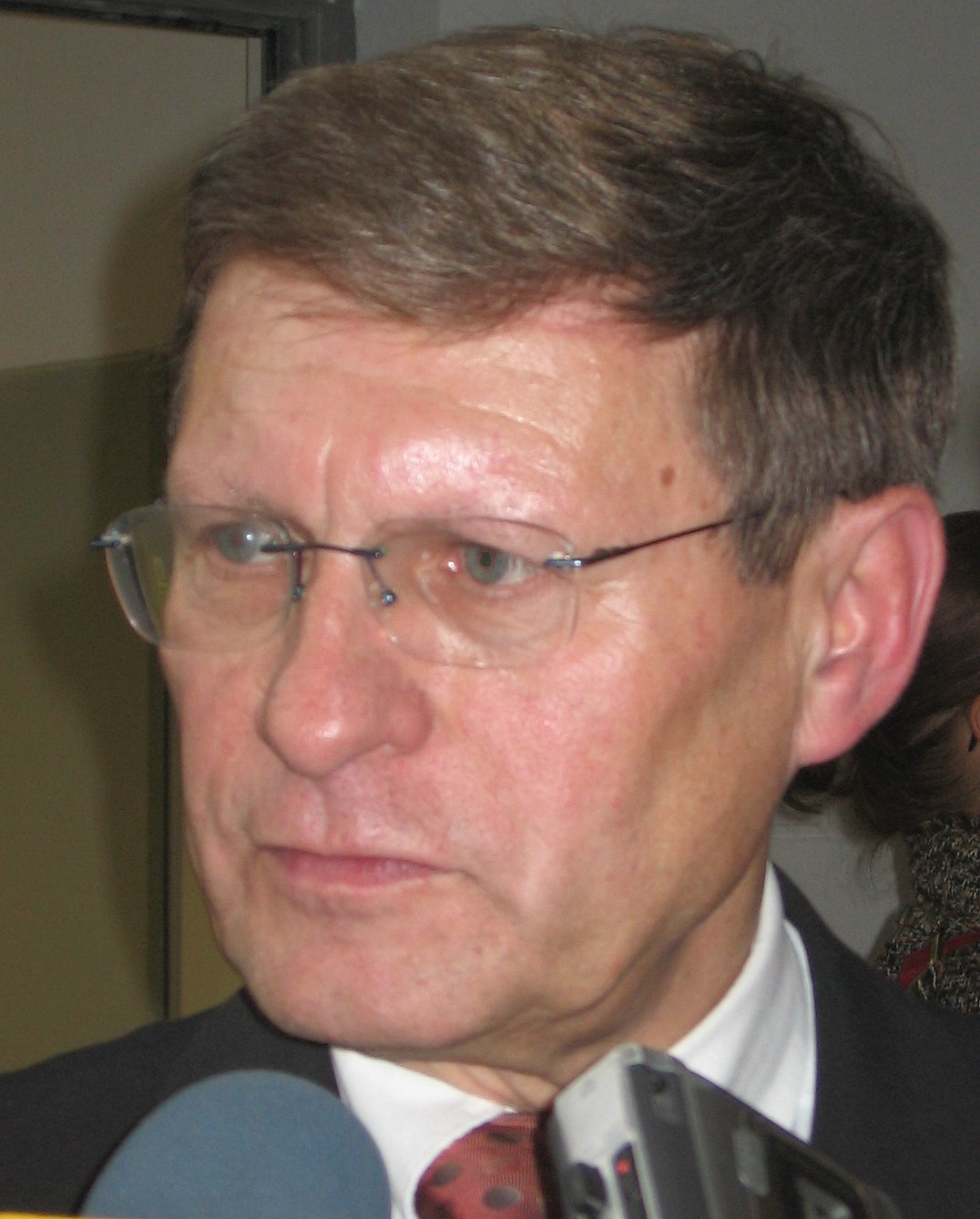
Лешек Бальцерович – віце-прем’єр-міністр коаліційного уряду AWS-UW

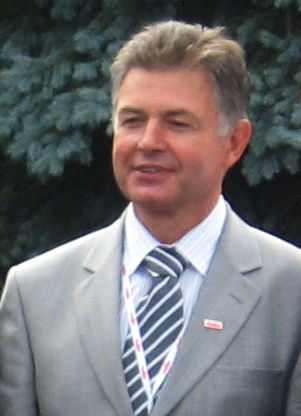
Маріан Кшаклевський – лідер AWS

Парламентські вибори 21 вересня 1997 року завершилися успіхом виборчої акції «Солідарність», яка набрала 33,83% голосів (202 депутати і 51 сенатор). Далі до парламенту пройшли партії: SLD з 27,13% голосів (164 депутати і 28 сенаторів), UW з 13,37% голосів (60 депутатів і 8 сенаторів), PSL з 7,31% голосів (27 депутатів і 3 сенатори)., Рух відбудови Польщі — 5,56 % голосів (6 депутатів і 5 сенаторів), німецька меншина — 2 депутатські мандати, незалежні кандидати — 5 сенатських мандатів. Перемога Виборчої Акції Солідарності, яка набрала 1/3 голосів, підтверджує набуття польським суспільством нових знань про демократію. Воно голосувало за великі політичні партії і відкидало дрібні ефемери, які не давали надії на покращення політичної та економічної ситуації. Виборча акція разом із Союзом свободи сформувала уряд. Його очолив Єжи Бузек. Пізніше UW вийшла з коаліції. Проте уряд проіснував до кінця повноважень сейму. Причиною такого стану справ було те, що Варшавський університет, хоча формально не входив до коаліції з AWS, підтримав проєкт бюджету на 2001 рік в обмін на те, що Лешек Бальцерович обійняв посаду президента НБП, що не призвело до падіння Кабінет Єжи Бузека.

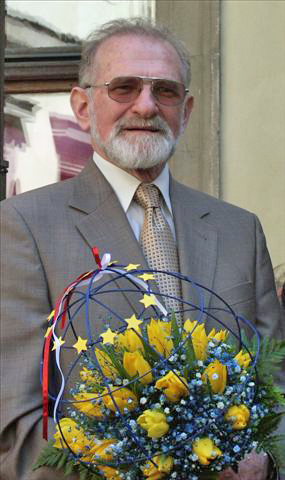
Міністр Броніслав Геремек, який підписав ратифікаційні документи НАТО

12 березня 1999 року, після багатьох років зусиль і дипломатичних зусиль, Польща була прийнята до НАТО. 8 жовтня 2000 року Олександр Кваснєвський вдруге переміг на президентських виборах, цього разу в першому турі, набравши 53,9% голосів, вигравши, серед інших, з Анджеєм Олеховським (17,3% голосів) і Маріаном Кшаклевським (15,57% голосів).

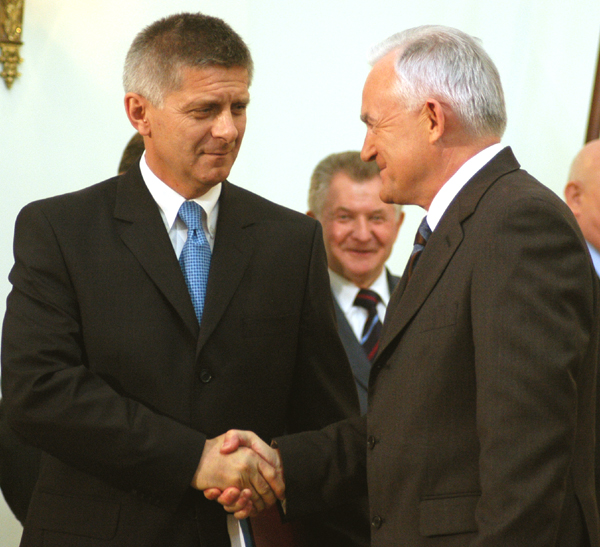
Прем'єр-міністри Лешек Міллер (2001-2004) і Марек Бєлка (2004-2005)

На парламентських виборах 23 вересня 2001 р. перемогла коаліція SLD/UP, набравши 41,04% голосів. До парламенту також пройшли « Громадянська платформа» (12,68%), «Самооборона» (10,2%), «Право і справедливість» ( 9,5%), «Ліга польських родин»  (7,97%) та Польська народна партія (8,98%). Поразку зазнали AWS (5,6%) і Унія Свободи (3,2%), які не потрапили до парламенту. Провал правлячих партій був викликаний невдоволенням впровадженням 4 реформ: охорони здоров'я, освіти, територіального поділу та соціального забезпечення, численними випадками корупції та значним зростанням безробіття. SLD/UP і PSL сформували уряд на чолі з Лешеком Міллером. Пізніше Лешек Міллер виключив PSL з коаліції за те, що він не підтримував коаліційну дисципліну під час голосування Було сформовано уряд меншості. У червні 2003 року Лешек Міллер звернувся до Сейму з проханням висловити йому довіру. Сейм висловив вотум довіри прем'єр-міністру Лешеку Міллеру.
7 і 8 червня 2003 року на референдумі поляки дали згоду на вступ Польщі до Європейського Союзу.

### 2004–2015: перші роки Польщі в Європейському Союзі

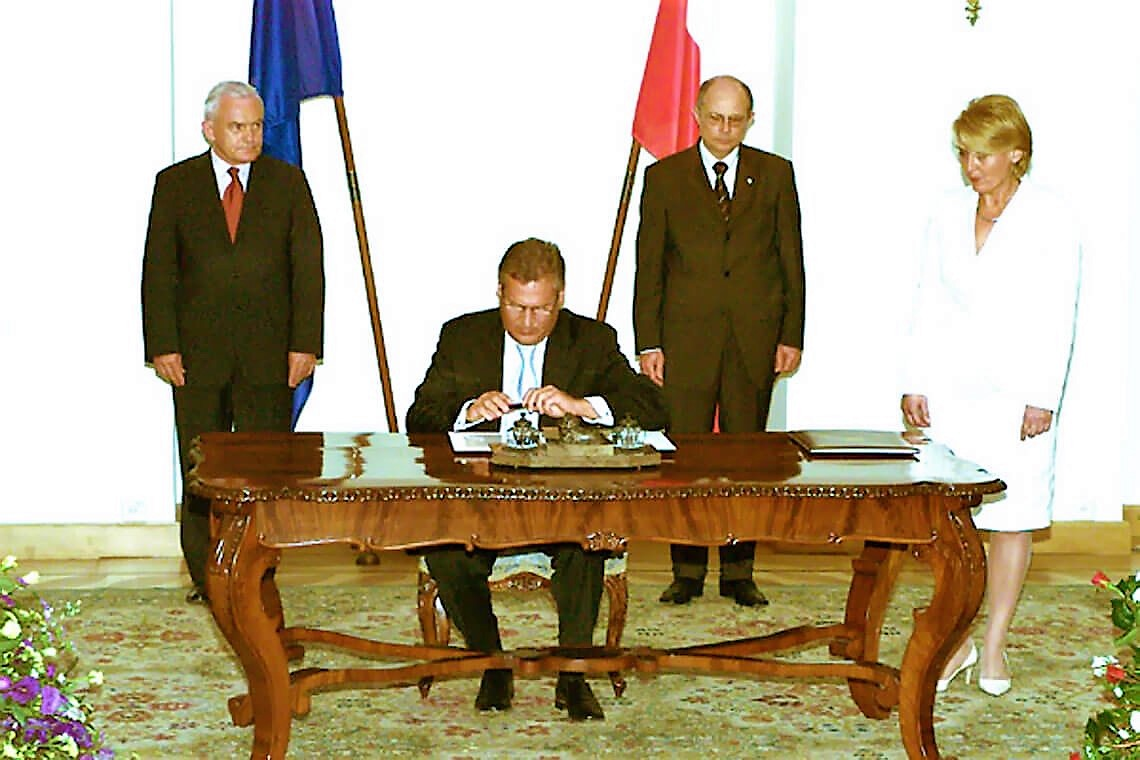
Підписання президентом Олександром Квасьневським договору про вступ Польщі до Європейського Союзу

1 травня 2004 року Республіка Польща офіційно приєдналася до ЄС. Через день уряд Лешека Міллера подав у відставку. 13 червня 2004 року відбулися перші вибори до Європейського парламенту.

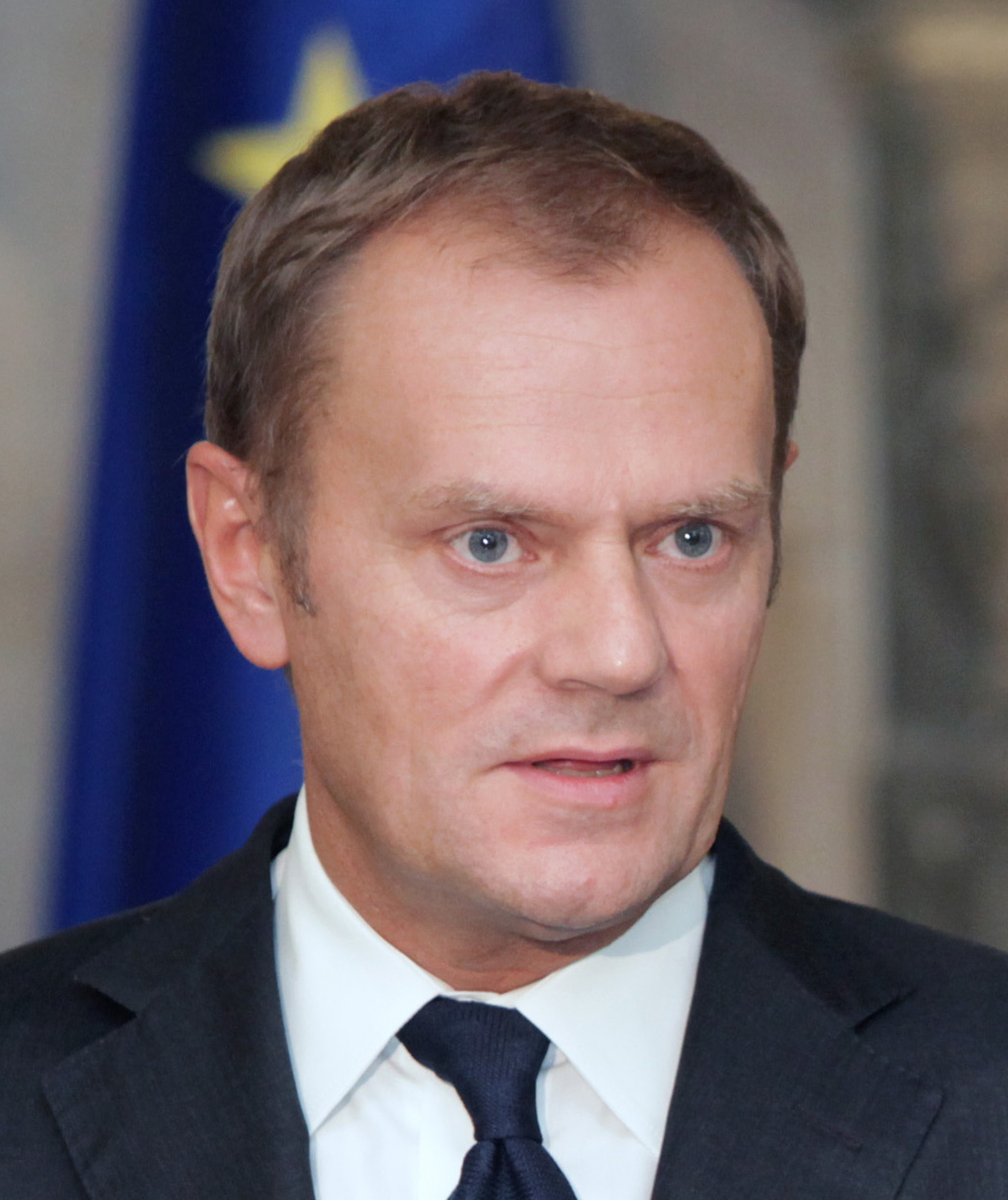
Donald Tusk premier w latach 2007–2014

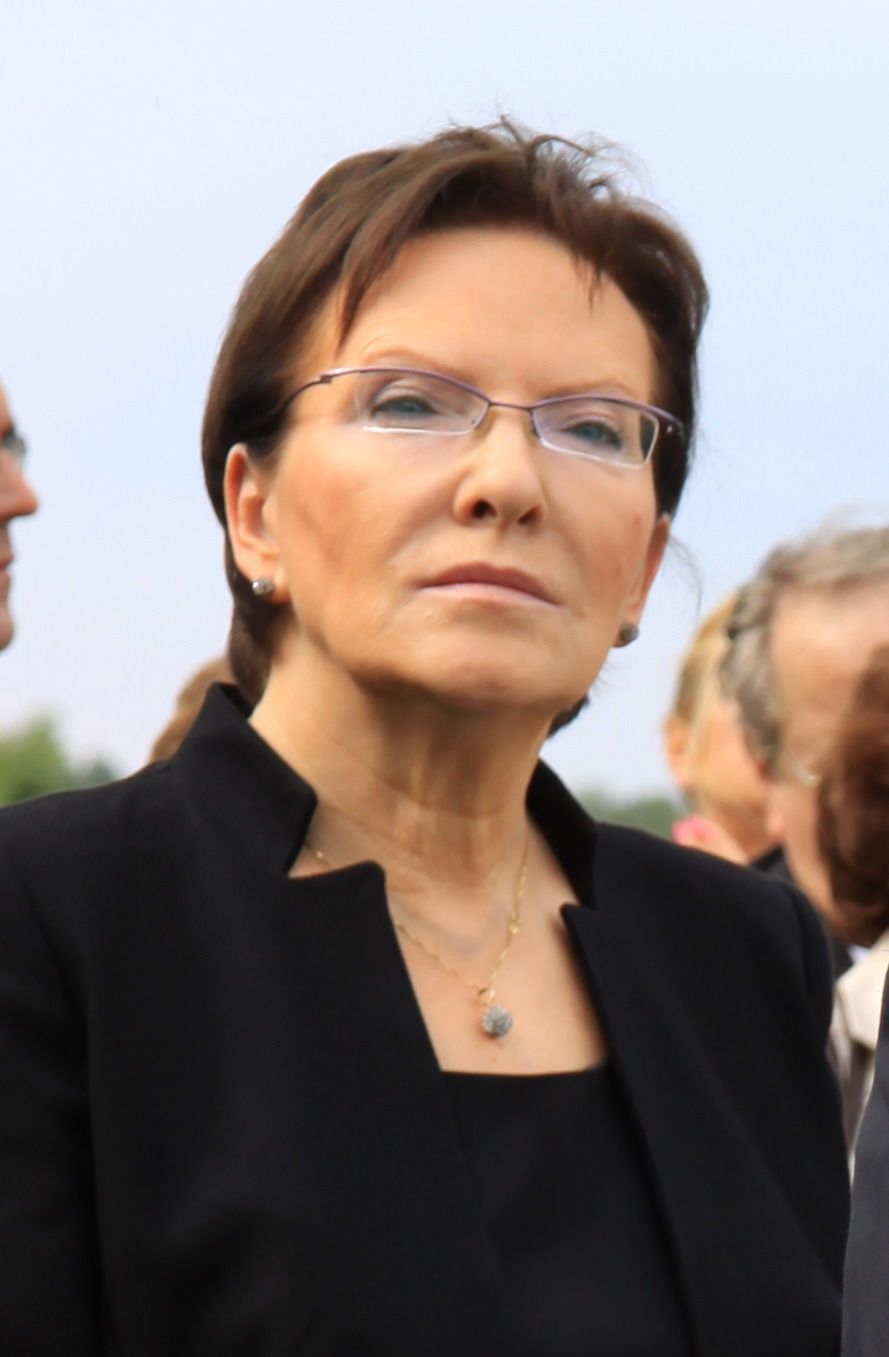
Голова PO, прем’єр-міністр у 2014–2015 рр. – Ева Копач

На парламентських виборах 2005 року, які відбулися 25 вересня, перемогла «Право і справедливість», набравши 26,99% голосів і 155 місць у Сеймі. З невеликим відривом від неї йшла «Громадянська платформа», яка набрала 24,15% голосів (133 місця).
Після невдалих коаліційних переговорів між PO та PiS прем’єр-міністром став Казімеж Марцинкевич.
Президентські вибори виграв Лех Качинський з PIS, перемігши у другому турі Дональда Туска з Громадянської платформи. Перший тур відбувся 9 жовтня 2005 р., другий тур 23 жовтня 2005 р. 23 грудня 2005 р. він склав присягу перед Національними зборами як президент, і у своїй першій промові він оголосив про свою діяльність у внутрішній і зовнішній політики.

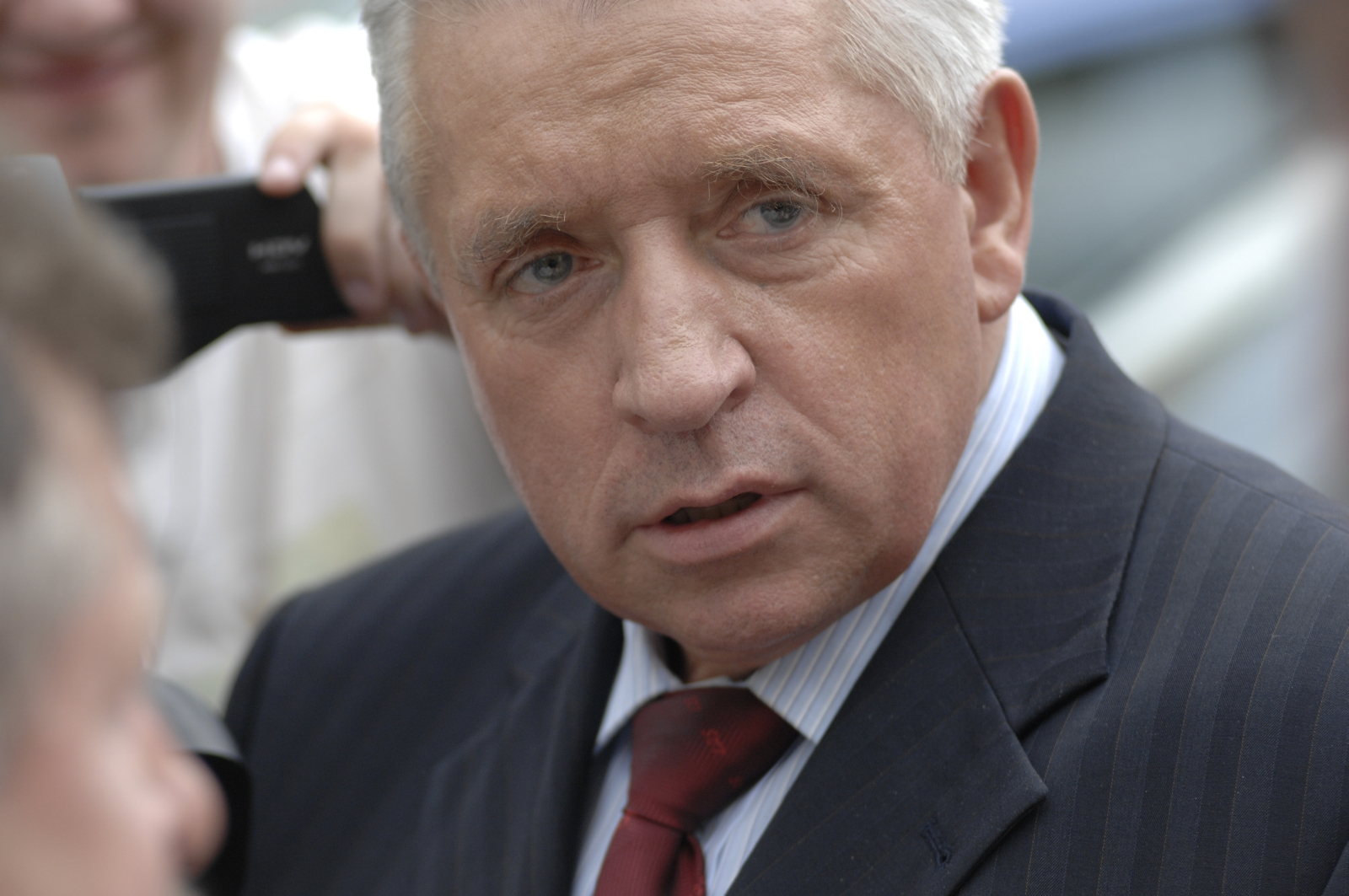
Віце-прем'єр-міністр і міністр сільського господарства Анджей Леппер в 2006–2007 роках

Парламентські вибори восени 2005 року не сформували уряд більшості. Незабаром виявилося, що співпраця між найбільшими партіями в Сеймі – PO та PiS – неможлива. Було сформовано кабінет меншості, який не міг ефективно керувати. Робилися спроби створити опору для уряду через різного роду угоди, включно з найважливішими, так званий Пакт стабільності. Пакт не витримав випробування часом, менш ніж через місяць його було анульовано.
5 травня 2006 року була створена коаліція. Пости віце-прем’єрів отримали суперечливі політики – Роман Ґертих та Анджей Леппер. Після чергових криз правляча коаліція розпалася, і 7 вересня 2007 року Сейм ухвалив скоротити термін повноважень.
На парламентських виборах, що відбулися 21 жовтня 2007 р., перемогла PO, яка набрала 41,51% голосів, що дало 210 місць у Сеймі. Друге місце посіла PiS, яка набрала 32,11% голосів, що дало 166 депутатам. Наступні місця зайняла коаліція лівих і демократів (SLD, SDPL, PD, UP), набравши 13,2% голосів - 53 місця. PSL також пройшов до Сейму, отримавши 8,91% голосів, що дало 31 депутатський мандат. До Сейму, однак, не увійшли ЛНР і Самооборона, які не перевищили 5% виборчий бар’єр, будучи співправителями в попередньому терміні. PO сформував уряд у коаліції з PSL. Дональд Туск став прем'єр-міністром нового уряду, а Вальдемар Павляк, президент PSL, став віце-прем'єром і міністром економіки. PO отримав абсолютну більшість місць у Сенаті.

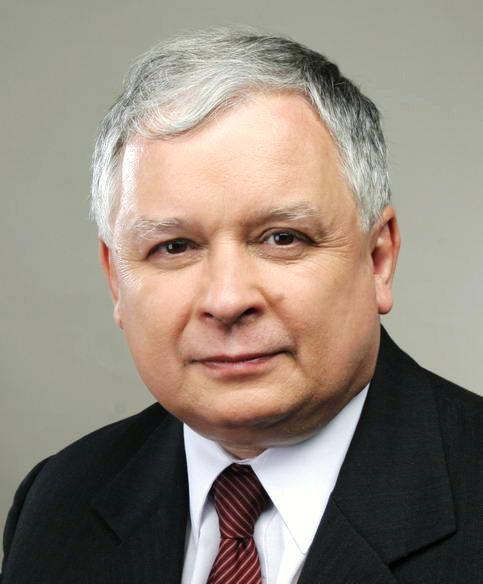
Лех Качинський Президент Польщі у 2005–2010 роках

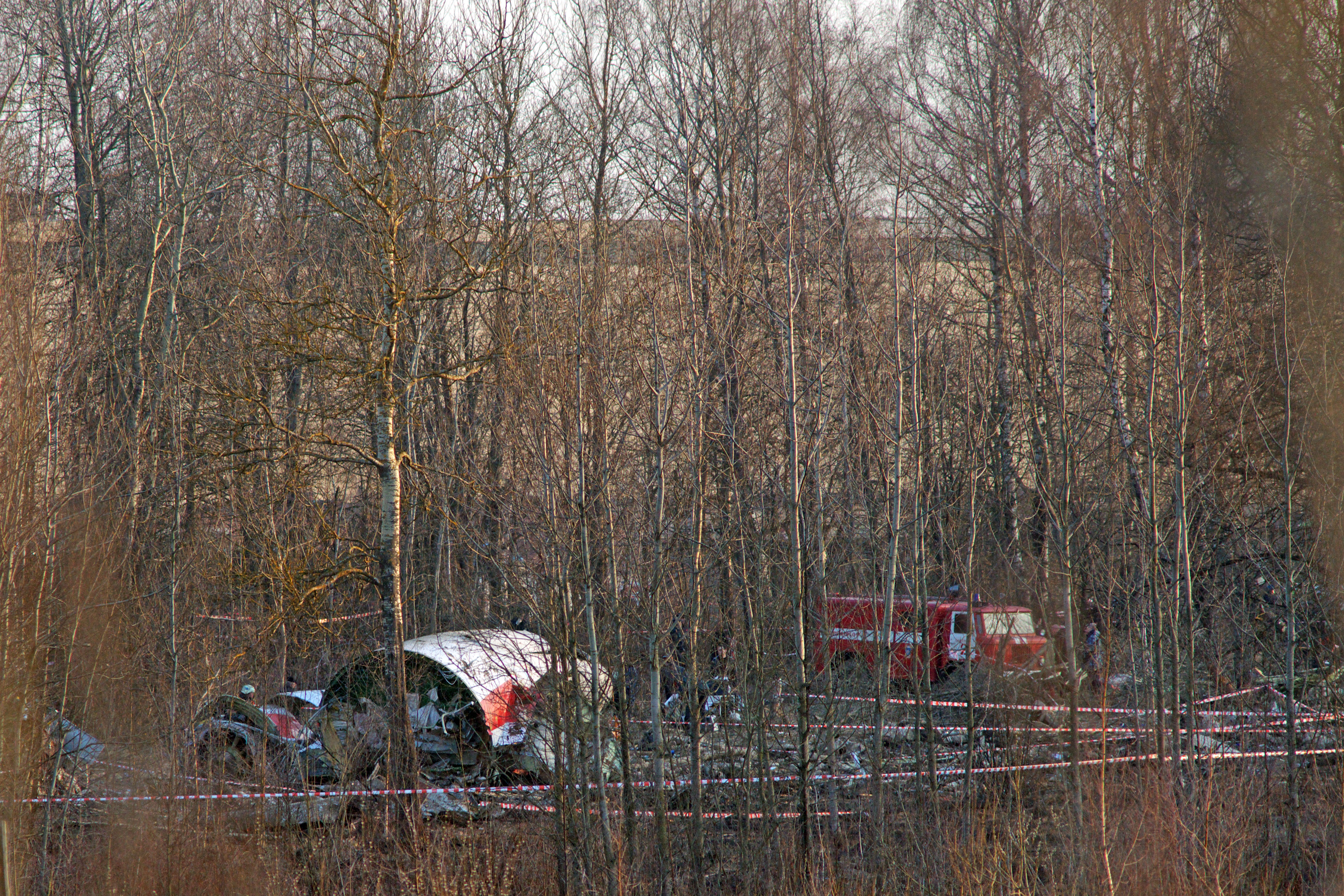
Уламки літака на місці падіння (10 квітня 2010)

10 квітня 2010 року під час заходу на посадку в Смоленську розбився урядовий літак з польською делегацією на урочистостях з нагоди 70-ї річниці Катинського розстрілу на чолі з президентом Польщі Лехом Качиньським . Усі учасники польоту (96 осіб) загинули.
Згідно з Конституцією Республіки Польща, обов’язки Президента Польщі перебрав маршал Сейму Броніслав Коморовський, а після його відставки Маршал Сенату Богдан Борусевич, а потім новий Маршалок Сейму Гжегож Схетина.

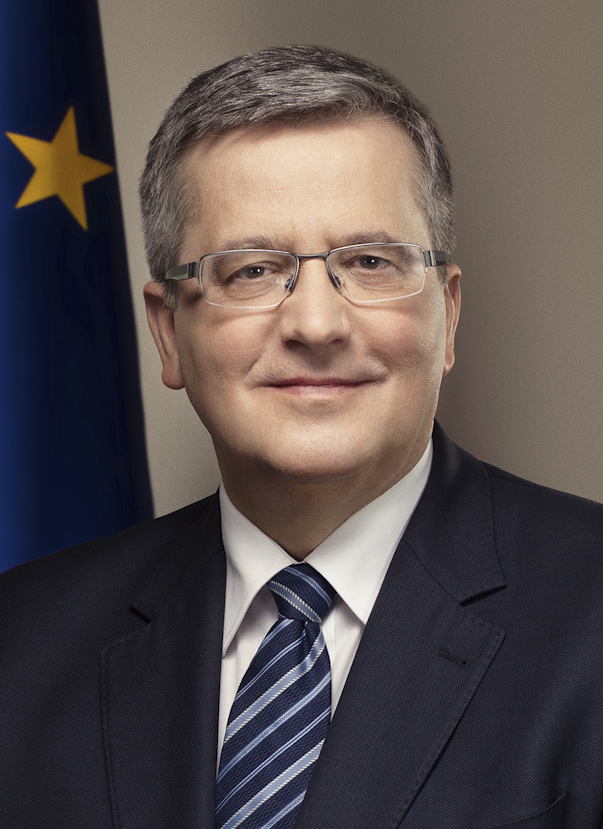
Броніслав Коморовський Президент Польщі у 2010–2015 роках

Перший тур дострокових президентських виборів відбувся 20 червня і не приніс остаточного рішення. Найбільше голосів отримав кандидат від PO Броніслав Коморовський (41,54%), за ним йде кандидат від PiS Ярослав Качиньський (36,46%). Наступні місця зайняли Гжегож Наперельський - кандидат від SLD (13,68%) і Януш Корвін-Мікке (Свобода і верховенство права) - 2,48%. У другому турі, який відбувся 4 липня, Броніслав Коморовський переміг з 53,01% голосів, Ярослав Качинський набрав 46,99% голосів. 6 серпня 2010 року Броніслав Коморовський склав присягу перед Національними зборами як президент Республіки Польща.
На парламентських виборах, що відбулися 9 жовтня 2011 року, виграв PO, отримавши 39,18% голосів, що дало 207 місць у Сеймі. Друге місце посіла PiS, яка набрала 29,89% голосів, що дало 157 депутатів. Далі розташувався Рух Палікота, який набрав 10,02% голосів – 40 мандатів. До Сейму також пройшли PSL, отримавши 8,36% голосів - 28 місць, і SLD, отримавши 8,24% голосів, що дало 27 депутатів. PO знову сформувала уряд у коаліції з PSL. Дональд Туск став прем'єр-міністром нового уряду, а Вальдемар Павляк, президент PSL, знову став віце-прем'єром і міністром економіки. У Сенаті абсолютну більшість місць, як і на попередніх виборах, отримал PO.

### З 2015 року: Польща під владою Об’єднаних правих
Перший тур президентських виборів відбувся 10 травня і не приніс остаточного рішення. Кандидат від PiS Анджей Дуда набрав найбільше голосів (34,76%), другий результат отримав кандидат, якого підтримує Громадянська платформа Броніслав Коморовський (33,77%). Наступні місця посіли Павел Кукіз – позафракційний кандидат (20,8%) та Януш Корвін-Мікке (KORWiN) – 3,26%. У другому турі, який відбувся 24 травня, Анджей Дуда переміг з 51,55% голосів і виграв у чинного президента Броніслава Коморовського, який набрав 48,45% голосів. Анджей Дуда склав присягу президента Республіки Польща 6 серпня 2015 року перед Національними зборами.

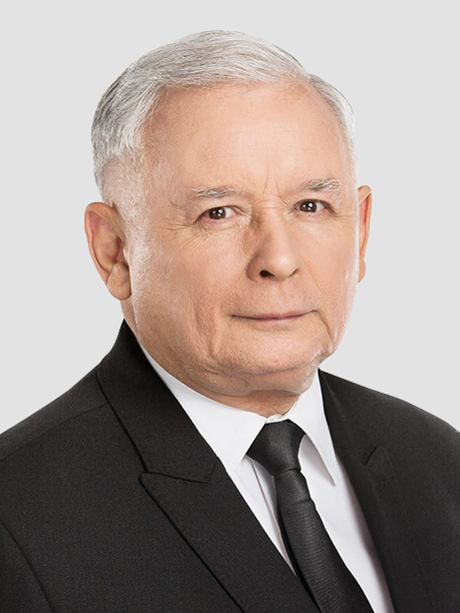
Ярослав Качинський, президент PIS, прем’єр-міністр у 2006–2007 роках

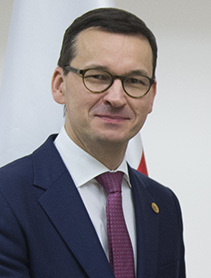
Матеуш Моравецький, прем'єр-міністр з 2017 року

25 жовтня 2015 року відбулися парламентські вибори. До сейму пройшли 5 партій. Виборчий комітет «Право і справедливість», який отримав 37,58% голосів (235 місць), першим з 1989 року отримав більшість, що дозволило сформувати незалежний уряд. Також до Сейму потрапили Громадянська платформа, Kukiz'15, Nowoczesna та Polskie Stronnictwo Ludowe. Ліве крило опинилося поза парламентом. Прем’єр-міністром стала Беата Шидло, яку у 2017 році змінив Матеуш Моравецький.
Після виборів 2015 року тягар реальної влади в державі переклали на президента правлячої партії за рахунок конституційних органів влади. Це в поєднанні з іншими явищами призвело до того, що іноді називають конституційною кризою. У ЗМІ та деякими політиками термін IV Річ Посполита почав використовуватися стосовно Польщі під владою політичної партії «Право і справедливість» та її партнерів по коаліції (у 2015–2017 роках «Солідарна Польща і Польща разом», у 2017–2021 роках 2021 Солідарна Польща та Республіканська партія), а в ЗМІ висловлювалися думки про кінець Третьої Республіки після приходу до влади партії «Право і справедливість» (так звана «Четверта республіка».
Парламентські вибори 2019 року відбулися 13 жовтня. До сейму увійшли п'ять виборчих комітетів. Виборча комісія «Право і справедливість», яка набрала 43,59% голосів (235 місць), вдруге отримала більшість, що дозволило сформувати незалежний уряд. До Сейму також потрапили: Громадянська коаліція, Демократичний лівий альянс, Польська народна партія та Конфедерація свободи та незалежності. Переможний виборчий комітет не отримав більшості в Сенаті, попри отримання найбільшої кількості місць. Явка склала 61,74 %.

## Економіка

### Економіка 1989р
До реалізації плану Бальцеровича в Польщі була гіперінфляція (річний рівень інфляції в 1989 р.: +639,6%, який почав зростати після виборів у серпні 1989 р.), зовнішній борг становив 42,3 млрд. доларів США (64,8% ВВП згідно з Центральна статистична служба), спостерігався величезний дефіцит ринку.

### План Бальцеровича
Проголошений наприкінці 1989 року, він передбачав перехід від централізованої планової економіки до ринкової. Він складався з 10 законів. Він ліквідував гарантію існування всіх державних підприємств, запровадивши можливість оголошення банкрутства. Він запровадив заборону на фінансування дефіциту бюджету Національним банком Польщі та емісію фіатних грошей, прив’язав процентну ставку до рівня інфляції. Він також запровадив єдиний податок у всіх галузях економіки. Для іноземних компаній було введено обов’язок продавати іноземну валюту державі за курсом, встановленим центральним банком, у той же час ці компанії були звільнені від сплати попівека. З іншого боку, новий валютний закон запровадив внутрішню конвертованість злотого, ліквідував державну монополію у зовнішній торгівлі, ліквідував внутрішній продаж (Pewex, Baltona), запровадив єдині правила митного оформлення. Було санкціоновано безробіття, запроваджено виплати при звільненні та допомогу по безробіттю.

### Економіка в 1991–2004 рр
Наприкінці 1990 р. торговельний обмін з країнами РЕВ зруйнувався, торгівля в переказному рублі була замінена вільновалютними розрахунками. Це призвело до падіння експорту в СРСР принаймні вдвічі. Реалізація плану Бальцеровича призвела до зниження інфляції. У січні 1991 р. вона становила понад 12,7%. У наступні місяці вона неухильно знижувавалась до 0,1% у липні. На початку 1990-х років економіка боролася з високим бюджетним дефіцитом, безробіттям, падінням промислового виробництва та ВВП, економічними скандалами. Багато компаній, наприклад Safe Savings Bank, або Art-B, використовували недосконале законодавство для отримання фінансової вигоди. Дефіцит бюджету кілька разів збільшувався і врешті склав 31 мільярд злотих. Своєю чергою кількість безробітних зросла до 12,2%. (тобто 2,1 млн. безробітних). Також спостерігалося падіння реальних доходів, найпомітніше в сільському господарстві, де воно становило близько 15%. В економіці також відбулися перетворення власності, приватизація капіталу, ліквідаційна приватизація чи продаж підприємств. Акції найкращих компаній були розміщені на фондовій біржі. У вересні 1992 року Польща, Чехословаччина та Угорщина звернулися до Європейського Союзу з проханням надати їм умови переговорів і календар членства.
У наступні роки зростання ВВП коливалося приблизно на 6%, досягнувши 7% у 1994 році. Окрім зростання ВВП у 1994–1998 роках відбулося ще одне зниження безробіття з 16 до 10,3% та зниження інфляції до рівня 15%. Сприятливі економічні показники почали залучати іноземних інвесторів, збільшивши інвестиції до 2,51 мільярда доларів у 1995 році та 5,2 мільярда доларів у 1996 році. З 1999 року безробіття знову зросло, сягнувши понад 20% у перші місяці 2003 року.

### Польська економіка в ЄС
у 2004 році Польща стала членом Європейського Союзу, а отже, митного союзу та єдиного ринку. Скасовано митні збори на ввезені з-за кордону товари, громадяни Польщі отримали доступ до ринків праці країн ЄС (у більшості країн запроваджено перехідні періоди тривалістю від 2 до 7 років). У день вступу до ЄС поляки могли легально працювати в Ірландії. Своєю чергою фермери з нових держав-членів стали бенефіціарами прямих виплат. У 2007–2008 роках Польща приєдналася до Шенгенської угоди. 1 травня 2009 року, через п'ять років після вступу Польщі до ЄС, закінчилися періоди захисту для купівлі будинків і квартир у Польщі іноземцями – громадянами ЄС.
У 2015 році Польща була 6-ю економікою ЄС за ВВП за паритетом купівельної спроможності та 24-ю економікою світу, а за номінальним ВВП – 8-ю економікою ЄС та 25-ю економікою світу. 2015 року ВВП на душу населення Польщі за паритетом купівельної спроможності становив 19 700 PPS (68,6% від середнього по ЄС), а номінальний ВВП на душу населення – 11 123 євро (38,7% від середнього по ЄС).
Починаючи з 2013 року безробіття в Польщі продовжує стабільно падати, досягнувши 8,2% у четвертому кварталі 2016 року, найнижчого рівня з 1990 року. Згідно з методологією Євростату, рівень безробіття в Польщі в четвертому кварталі 2016 року знизився до 5,7% і був нижчим за середній показник по ЄС (8,2%).

### Перетворення власності

#### Приватизація
Після круглого столу та виборів 1989 року Польща вступила в період вільної ринкової трансформації. Щоб протистояти глобальній конкуренції, наступні уряди (13 липня 1990 року Міністерство приватизації було створено відповідно до Закону про створення офісу Міністра приватизації, повноваження якого згодом перейшло до Міністерства приватизації). Казначейство, створене 1 жовтня 1996 року) розпочало приватизаційну кампанію. Воно мало три форми:
- приватизація капіталу,
- загальне право власності - власність надавалася всім громадянам (див.: Загальна програма приватизації),
- пряма приватизація.

1 серпня 1990 року набув чинності Закон від 13 липня 1990 року про приватизацію державних підприємств, який був замінений 8 січня 1997 року Законом від 30 серпня 1996 року про комерціалізацію та приватизацію державні підприємства (з 1 січня 2017 року функціонують як на комерціалізації та деяких правах працівників).
Сучасна торгівля капіталом стала можливою завдяки відкриттю фондової біржі в 1991 році. Фондова біржа швидко виросла і стала найбільшою в Центральній Європі, а торгівля акціями приватизованих підприємств стала джерелом значних прибутків для багатьох гравців.
Загальна приватизаційна програма 1993 року закінчилася повним провалом – хоча всі поляки змогли придбати свідоцтво про участь у Національному інвестиційному фонді, що управляє активами приватизованих державних підприємств, за 20 злотих, переважна більшість бенефіціарів продала їх на ринку відразу після покупки. Таким чином активи держпідприємств були захоплені кількома людьми.

#### Реприватизація
У Польщі процес реприватизації так і не привели в лад. З моменту падіння Польської Народної Республіки воно здійснювалося на підставі остаточних адміністративних рішень або юридично обов’язкових рішень суду. Однак це стосується лише тих випадків, коли вилучення майна було незаконним (наприклад, відсутність законної підстави або перетин кордонів націоналізації). З 1990 року Міністерство казначейства працює над проєктами нормативно-правових актів із зазначеної проблеми. в 2001 році Сейм Республіки Польща ухвалив Закон про реприватизацію. Однак він не був підписаний президентом Республіки Польща Олександром Квасьневським. Остання спроба такого типу мала місце в 2008 році (закон про відшкодування шкоди, заподіяної внаслідок процесів націоналізації в 1944–1962 роках), але також провалилася. 17 вересня 2016 року набрав чинності Закон від 25 червня 2015 року про внесення змін до Закону України «Про управління нерухомим майном» та Закону «Про сім'ю та опіку» (Dz.U. z 2016 r. poz. 1271), також знаний як акт малої реприватизації, завданням якого є впорядкування окремих питань, пов’язаних із реалізацією позовів колишніх власників землі у Варшаві. Польща залишається єдиною країною колишнього радянського блоку, де не проводилася реприватизація. В умовах неефективного управління житловим фондом це призводить до численних соціальних конфліктів та звернення до неправових методів повернення нерухомості. Неврегульований статус власності багатьох об’єктів також призводить до блокування інвестицій та просторового планування.

## Збройні сили
Збройні сили Республіки Польща (Військо Польське) є оборонною структурою Польської Держави.
Збройні сили Польщі захищають суверенітет польського народу, а також його безпеку та мир. Також вони можуть брати участь у закордонних місіях в рамках НАТО та ООН, у боротьбі зі стихійними лихами, антитерористичній діяльності, пошукових операціях, порятунку людських життів. Вони також беруть участь у очищенні територій від небезпечних матеріалів військового походження та знешкоджують їх.
Нагляд за Збройними Силами здійснює Президент Республіки Польща або, у виняткових випадках, Маршал Сейму, а загальне керівництво здійснює Міністр національної оборони.
З 11 лютого 2009 року в Польщі не застосовувався примусовий призов, а 22 січня 2010 року завершився процес повної професіоналізації армії.